# Więzy
Więzy (liczba pojedyncza: wiązanie) – w mechanice każdy rodzaj ograniczenia nakładanego na ruch ciała (układu ciał). Ograniczenia te wywołują dodatkowe siły, jakimi więzy działają na ciało (ciała układu).
Przykładowo ciało przymocowane do nici tak, że tworzy wahadło, nie może swobodnie spadać pod wpływem siły grawitacji, ale wykonuje oscylacje po okręgu, gdyż nić wywiera na ciało dodatkową siłę przeciwdziałającą sile ciążenia.

## Klasyfikacja więzów

Przykłady więzów holonomicznych nałożonych na pojedynczy punkt materialny. Góra: ruch po krzywej (otwartej lub zamkniętej). Dół: ruch po powierzchni (otwartej lub zamkniętej).
Podano równania więzów. Symbol t oznacza tu parametr definiujący krzywe (nie czas).
Gdy powyższe krzywe i powierzchnie są stałe w czasie, więzy są skleronomiczne – w przeciwnym razie są reonomiczne.

Więzy różniczkowe to więzy wyrażone funkcją {\displaystyle f=f(x,y,z,{\dot {x}},{\dot {y}},{\dot {z}},t)}. Dzielimy je na:
1. holonomiczne (geometryczne, kinematyczne całkowalne) – więzy te ograniczają tylko położenie punktu (układu); można opisać je całkowalnymi równaniami różniczkowymi:
  - jednostronne – więzy, których współrzędne spełniają jeden lub więcej warunków{\displaystyle f{\big (}x,y,z,t)\geqslant 0}
  - dwustronne – więzy, których współrzędne spełniają jeden lub więcej warunków {\displaystyle f{\big (}x,y,z,t)=0}
2. nieholonomiczne (kinematyczne niecałkowalne) – ograniczają zarówno położenie, jak i prędkość punktu (układu); nie da się ich opisać całkowalnymi równaniami różniczkowymi:
  - jednostronne – więzy w postaci {\displaystyle f(x,y,z,{\dot {x}},{\dot {y}},{\dot {z}},t)\geqslant 0}
  - dwustronne – więzy w postaci {\displaystyle f(x,y,z,{\dot {x}},{\dot {y}},{\dot {z}},t)=0}
3. katastatyczne – więzy, dla których wielkość {\displaystyle \partial f/\partial t} znika tożsamościowo:
  - skleronomiczne (stacjonarne) nie zależą jawnie od czasu:
    - jednostronne – więzy w postaci {\displaystyle f(x,y,z)\geqslant 0}
    - dwustronne – więzy w postaci {\displaystyle f{\big (}x,y,z)=0}

  - reonomiczne (niestacjonarne) – zależą jawnie od czasu
4. akatastatyczne – więzy, dla których wielkość {\displaystyle \partial f/\partial t} nie znika tożsamościowo.

### Więzy holonomiczne
a) Pojedynczy punkt materialny podlega więzom holonomicznym (geometrycznym), jeżeli zmuszony jest poruszać się po krzywej lub powierzchni (niekoniecznie płaskiej). Takie więzy to więzy dwustronne.
 b) Jeżeli krzywa czy powierzchnia są niezmienne w czasie, to więzy są skleronomiczne (stacjonarne) – w przeciwnym wypadku są reonomiczne.
Więzy jednostronne występują na przykład wtedy, gdy ciało umocowane jest do palika na sznurku (ruch jest ograniczony długością sznurka), a sznurek jest napięty lub nienapięty. Jednak gdy sznurek jest stale napięty, to więzy są dwustronne. Przykładem jest ruch wahadła.